# 사랑의 헛수고

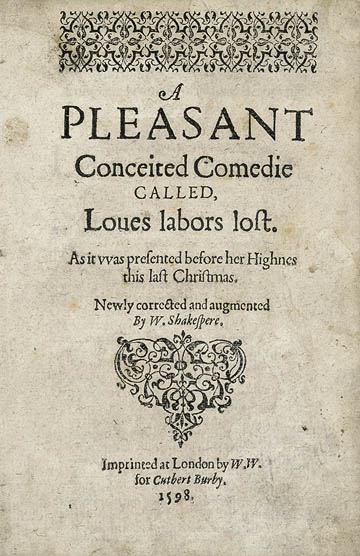
타이틀 페이지

《사랑의 헛수고》(Love's Labor's Lost)는 윌리엄 셰익스피어의 희곡이다.

## 소개
《사랑의 헛수고》는 ‘낭만 희극(Romantic Comedies)’으로 분류되는 셰익스피어의 희곡 중 하나다. 셰익스피어의 비교적 초기 작품으로 생각되는 이 극은 1594∼1595년 또는 1597∼1598년에 쓰인 것으로 추정된다. 이렇듯 창작 시기에 대한 추정이 엇갈리는 데는 이유가 있다. 1597년 크리스마스 때 엘리자베스 1세 여왕 앞에서 초연되었다는 기록과 1598년에 ‘제1사절판(The First Quarto)’으로 처음 출판된 사실로 미루어 보아, 이 극은 적어도 공연 전 혹은 공연 직전에 쓰인 작품이라고 할 수 있다. 그러나 학자들이 그 이전에 쓰인 원본이 있을 것으로 추정하게 된 이유는, 책 판매상인 커스버트 버비(Cuthbert Burby)가 출간한 ‘제1사절판’ 겉장에 “W. 셰익스피어에 의해 새롭게 고쳐지고 증보된”이라는 글귀가 있기 때문이다.
이 작품은 유쾌한 궁정 희극으로, 셰익스피어가 1592∼1595년에 창작한 ＜실수 연발(Comedy of Errors)＞, ＜말괄량이 길들이기(The Taming of the Shrew)＞, ＜베로나의 두 신사(Two Gentlemen of Verona)＞ 등의 초기 계략 극이나 소극(farce)의 성격을 많이 띠고 있다. 한편, 1597년을 전후해서 창작된 작품으로 ＜한여름 밤의 꿈(A Midsummer Night's Dream)＞, ＜베니스의 상인(The Merchant of Venice)＞, ＜로미오와 줄리엣(Romeo and Juliet)＞, ＜리처드 2세(Richard II)＞ 등을 들 수 있는데, 이 작품들은 셰익스피어의 창작력이 가장 왕성한 시기인 1598년부터 1606년까지 약 8년에 걸쳐 산출된 성숙 희극(Mature comedies)과 위대한 비극 작품들에 나타나는 무게 있는 주제와 스타일의 전조가 되는 요소들을 많이 가졌다. 이렇게 볼 때 ＜사랑의 헛수고＞가 떠들썩한 소극 또는 말장난 극임에도 단순한 궁중 풍습에 대한 풍자에만 그치지 않는 극이 된 것은 아마도 처음 창작된 작품을 몇 년 뒤에 개작해서 무대에 올렸기 때문인 것 같다.
비록 희극이지만 이 극의 결말은 조금 비틀려 있다. 베로네는 극의 마지막에서 “우리 구혼의 결말은 옛날 극과는 다르군요. ‘갑돌이와 갑순이는 결혼하지 않았대요.’ 이렇게 돼 버렸습니다. 아가씨들의 호의만이 우리의 장난을 희극으로 만들 수 있었는데”라고 이야기한다. 전형적인 희극은 대체로 오해와 시련의 과정을 거쳐서 그것이 해결되면 사랑하는 연인들이 짝을 이루게 되는 것으로 끝이 난다. 그러나 ＜사랑의 헛수고＞는 그러한 희극의 전형적인 패턴을 비켜나 있는 것이다. 이 극에서 찾을 수 있는 오해와 시련은 등장인물 스스로 만들어 낸 놀이판의 패 같은 것에 불과하다. 이 극에 등장하는 남자들, 특히 왕과 세 명의 귀족들은 하나같이 감상에 젖어 유희를 하고 있다. 여성들은 대체로 그들의 유희에 맞춰 주는 식의 유희를 하지만, 결코 자기 자신을 잃지 않는다. 프랑스 왕의 죽음으로 이 유희의 세계가 작동을 멈추자, 여성들은 그들에게 페널티를 준다.
이 극은 열렬한 사랑의 맹세가 모든 것을 해결한다는 단순 논리로 가지 않는다. 처음 금욕을 하고 학문을 연마하겠다는 열렬한 맹세가 한순간에 깨져 버리듯이, 사랑한다는 맹세 역시 한순간 깨져 버릴 수 있다는 진실에서 여성들은 결코 도피하지 않는다. 사랑의 맹세가 열렬해질수록 오히려 남성들의 성실성 결여를 드러나게 한다. 남성들은 자신들이 맺었던 서약을 사랑이라는 이유로 한순간에 깨뜨릴 수 있을 정도로 성실하지 못한 사람이 되어 버리는 것이다. 어느 한 가지 것에 불성실하다면 다른 일에도 역시 불성실할 수 있다. 따라서 이 극은 ‘신의와 사랑 중에 무엇이 더 중요한가’라는 양자택일의 문제로 향하지 않는다. 여성들은 그들에게 1년의 유예기간을 주면서 그들의 성실함을 증명할 숙제를 낸다. 이 극에서는 여성들이 제3의 눈이 되어 남자들을 바라본다. 남자들의 성격적 결점은 어리석음으로, 여성들은 끝까지 자기 자신을 잃지 않는 혜안을 가진 존재로 드러난다. 남자들이 아무리 야단스럽게 맹세를 해도 결국 그들의 사랑 맹세는 헛것이 되어 버리는 것이다.
여기서 주목해야 할 중요한 부분이 있다. 놀이의 세계란 잠정적인 놀이 규칙을 따라 일시적으로 이루어진 세계라는 점이다. 놀이의 세계는 규칙이 작용하는 동안 존재하지만, 규칙이 깨어지면 와해될 뿐이다. 이런 세계는 ‘연극’에서도 같은 모습을 갖는다. 연극 역시 일시적 약속의 세계 속에서 존재하다가 일정 시간이 되면 그 세계와 함께 사라져 버리게 된다. 왕을 비롯한 세 명의 귀족들과 프랑스 공주와 세 명의 여성이 벌이는 사랑의 계략 극의 절정은 바로 극중극(play-within-the-play)인 ＜아홉 영웅들＞을 관람하는 데서 이루어진다. 이 ‘극중극’이 펼쳐 대던 세계가 사라지는 것은 프랑스 왕의 서거 소식에 의해서다. ‘극중극’이라는 테크닉은 ＜한여름 밤의 꿈＞이나 ＜햄릿＞에서도 이용되고 있지만, ＜사랑의 헛수고＞에서처럼 세계의 전환을 명백하게 보여 주는 ‘극중극’도 없을 것이다. 여흥과 계략의 세계가 끝나면 사랑은 이제 야단스러운 말장난이 아니라, 현실이 되어 버리고 그들은 진실성을 시험받는 시험대에 올라야 한다. ‘말’이란 사람의 입을 떠나는 순간 헛것에 지나지 않게 되기 때문이다.
어떻게 보면 연극도 헛것에 지나지 않는 것이다. ＜맥베스(Macbeth)＞에서 인생을 “걸어 다니는 그림자(walking shadow)”에 불과한 것으로 비유한 데서도 이와 같은 맥락의 개념을 찾을 수 있다. “걸어 다니는 그림자”란 당시 배우를 칭한 것이다. 이 말은 배우는 자신의 삶을 사는 게 아니라 극 중에서 다른 인물의 삶을 살아야 하는 사람이며, 극 중 인물의 삶이란 연극이 끝나면 헛것이 되어 버린다는 논리에서 생겨난 비유다. 따라서 연극 역시 그림자처럼 ‘헛것’이 되어 버리고 만다. 왕과 세 명의 귀족이 벌였던 연극 세계는 프랑스 왕의 죽음으로 닫혀 버리고, 그들이 현실로 돌아왔을 때는 벌였던 ‘말장난’의 모든 수고가 ‘헛것’이 되고 만다. 극의 제목에서 ‘lost’는 바로 ‘헛것이 되어 버린’이라는 의미를 지니고 있다.
연극과 인생을 연결하는 개념은 당시 꽤 유행하던 것이었다. 이 극의 구성은 얼핏 아무런 메시지도 없는 궁정 풍속희극 정도로만 비치는, 지나치게 가벼운 것처럼 보인다. 하지만 아마도 셰익스피어가 항상 자신의 극 중에서 되풀이해 이야기하고 싶어 했던 “이 세계는 무대(All the World's Stage)”라는 생각을 근간으로 한, 가벼움 속에 내재된 삶에 대한 매우 진지한 접근이라 해야 할 것이다.

## 줄거리
줄거리상으로는 다소 가볍고, 대단한 내용은 없어 보인다. 나바라 왕 페르디난드는 세 명의 동문수학하는 친구이자 신하인 베로네, 두마인, 롱가비예에게 앞으로 3년간 속세의 모든 욕망을 끊고 학문에만 전념해 세상의 귀감이 될 것을 제안한다. 세 명의 신하는 왕과 굳은 맹세를 한다. 그러나 때마침 프랑스의 공주가 세 명의 시녀 로잘린, 마리아, 카타린을 거느리고 방문한다. 그들을 만난 네 명의 남자는 굳은 맹세는 간 곳 없이 각각 프랑스 공주 일행에게 마음을 빼앗기게 된다. 그렇지만 체면 때문에 자신들의 마음을 서로에게 들키지 않도록 꾸며 대며 몰래 각자 마음에 둔 여성들에게 구애하지만 결국에는 다 들통이 나고 만다. 이런 그들의 모습은 공주 일행에게 매우 불성실하게 비친다. 프랑스 왕이 죽자 본국으로 돌아가게 된 공주 일행은 구혼자 네 사람에게 지시한 수련을 1년 동안 쌓는 것을 제안하고, 이를 지키면 그들의 청혼을 받아들이겠다고 약속한다. 이것이 주된 플롯이다.
이와 같은 주요 플롯에 하급 관리인 경관 안토니 덜과 궁중의 어릿광대 코스타르드, 하녀 하케네타 등의 서민들의 행동 작태가 부플롯으로 적절하게 섞여 들어가면서 왕이 선포한 금욕령의 허구가 드러나게 된다. 또 여기에 코믹한 효과를 내는 돈 아드리아노 데 아르마도의 과장된 수사와 언어의 혼용, 그리고 나타니엘 목사와 올로페르네스 교장이 사용하는 언어의 현학성과 심한 오용이 왕과 세 명의 귀족들의 말장난을 왜곡된 거울이 되어 비추고 있다.
이런 부플롯의 인물들인 덜을 비롯한 서민들이 귀족들을 위해 ＜아홉 영웅들(Nine Worthies)＞이라는 연극을 공연하게 되면서 이 작품은 여흥이 극에 달하게 된다. 이 형편없는 연극을 보고 궁정 귀족들은 조롱을 하기도 하며 시시덕거린다. 이때 프랑스 왕의 서거 소식으로 이 여흥은 중단되고, 심각하고 진지한 무드로 전환된다.
- 김미예 역, 지만지 보관됨 2015-01-19 - 웨이백 머신